# Florian Trinks
Florian Trinks (* 11. März 1992 in Gera) ist ein ehemaliger deutscher Fußballspieler. Seine größten Erfolge waren der Gewinn der U17-Europameisterschaft 2009 und der Ungarischen Meisterschaft 2015/16 mit Ferencváros Budapest. Trinks wurde bevorzugt im offensiven Mittelfeld eingesetzt.

## Vereinskarriere

### Jugend
Die Fußball-Karriere von Trinks begann im Alter von vier Jahren bei den damaligen Geraer KFC Dynamos. Als Neunjähriger wechselte er zum 1. SV Gera, einem Vorläufer der jetzigen BSG Wismut Gera.
Dort fiel sein Talent auf, so dass er 2004 in die Jugendmannschaft des höherklassig spielenden Lokalrivalen FC Carl Zeiss Jena wechselte.

### Werder Bremen
Im Jahr 2006 wechselte Trinks zum SV Werder Bremen, bei dem er ins Fußballinternat einzog. Dort durchlief er die einzelnen Nachwuchsmannschaften und spielte sich parallel in die Jugendauswahlmannschaften des DFB.
Im Frühjahr 2010 rückte Trinks erstmals in den Kader der U-23-Mannschaft von Werder Bremen auf und bestritt am 28. Spieltag der Drittligaspielzeit 2009/10 sein erstes Profispiel, als er beim 0:0-Unentschieden gegen den FC Ingolstadt 04 am 13. März 2010 für Tobias Kempe eingewechselt wurde. In der anschließenden Spielzeit wurde er fester Teil der U-23-Mannschaft unter Trainer Thomas Wolter und auch Mitglied der ersten Mannschaft unter Thomas Schaaf.
Am 29. Januar 2011 gab er gegen den FC Bayern München sein Bundesliga-Debüt, als er in der 67. Minute für Marko Marin eingewechselt wurde. Am 27. Februar 2011 gab er im Spiel gegen Bayer 04 Leverkusen sein Startelfdebüt.

### SpVgg Greuther Fürth
Am 31. Januar 2013 wechselte Trinks innerhalb der Liga zur SpVgg Greuther Fürth. Er unterschrieb einen Vertrag mit Laufzeit bis zum 30. Juni 2016. Am 34. Spieltag der Saison 2012/13 erzielte er bei der 1:3-Niederlage im Auswärtsspiel gegen den FC Augsburg mit dem Treffer zum zwischenzeitlichen 1:2 auch sein erstes Bundesligator. Nach dem Abstieg des Vereins aus der ersten Liga spielte Trinks mit Fürth ab der Saison 2013/14 in der 2. Fußball-Bundesliga.
Im Spiel gegen den SV Sandhausen am 17. Spieltag der Saison 2013/14 gelang der Ball durch ein Handspiel von Trinks ins gegnerische Tor. Schiedsrichter Jochen Drees gab den Treffer zunächst, doch Trinks meldete den Regelverstoß freiwillig, woraufhin das Tor nicht gegeben wurde. Diese faire Geste brachte ihm im Sinne des Fair-Play-Gedanken viel Lob und die FairPlay-Plakette der Deutschen Olympischen Gesellschaft ein.

### Ferencváros Budapest
Nachdem Trinks in der Hinrunde nur zu zwei Kurzeinsätzen gekommen war, verließ er die SpVgg im Januar 2016 und schloss sich dem ungarischen Erstligisten und Rekordmeister Ferencváros Budapest an. Mit dem von Thomas Doll trainierten Verein gewann er 2015/16 das Double aus Meisterschaft und Pokal. 2017 wurde er erneut ungarischer Pokalsieger.

### Chemnitzer FC
Nach Auslaufen des Vertrags im Sommer 2017 verpflichtete ihn der Drittligist Chemnitzer FC, mit dem er am Ende der Saison 2017/18 in die Regionalliga Nordost abstieg. Trinks kam wegen Verletzungen nur achtmal zum Einsatz.

### 1. FC Schweinfurt 05
Da Trinks Vertrag nur für die 3. Liga Gültigkeit hatte, verließ er den CFC im Sommer 2018 und unterschrieb einen Vertrag beim bayerischen Regionalligisten 1. FC Schweinfurt 05, wo er bis zum Ende der Saison 2018/2019 blieb. Danach beendete er seine Karriere.

## Nationalmannschaft
Trinks durchlief sämtliche Nachwuchs-Nationalmannschaften des DFB von der U16 bis zur U20. In insgesamt 31 Partien erzielte er 10 Tore.
Im Mai 2009 nahm er an der Seite von Marc-André ter Stegen, Shkodran Mustafi und Mario Götze mit der deutschen Auswahl an der U17-Europameisterschaft teil und gehörte zu den Stützen, die zum Finaleinzug beitrugen. Im Endspiel erzielte er in der Verlängerung den spielentscheidenden Treffer zum 2:1-Finalsieg über die Niederlande. Dieses Tor, ein direkt verwandelter Freistoß, wurde zum Tor des Monats Mai 2009 gewählt.

## Erfolge und Auszeichnungen

### Verein
Ferencváros Budapest
- Ungarischer Meister: 2015/16
- Ungarischer Pokalsieger: 2015/16, 2016/17

### Nationalmannschaft
Deutschland
- U17-Europameister: 2009

### Individuelle Auszeichnungen
- Fair-Play-Plakette der Deutschen Olympischen Gesellschaft: 2014[13]
- Torschütze des Monats: Mai 2009[14]